# الکل فوزل
الکل‌های فوزل (به انگلیسی: Fusel alcohols) یا فوزلول (به انگلیسی: fuselol) که گاهی در اروپا روغن فوزل (به انگلیسی: fusel oils) نامیده می‌شود، ترکیبی از الکل‌های بالاتر (الکل‌هایی که دارای بیش از دو کربون هستند، به طور اصلی الکل آمیل) است که به عنوان محصول جانبی از تخمیر اتانول به دست می‌آید. . کلمه فوزل [ˈfuːzl̩] کلمه‌ای آلمانی است که به معنای نوشیدنی تقطیری بی‌کیفیت به کار می‌رود.